# 帕拉马里博区
帕拉马里博区，苏里南的一个区，包含首都帕拉马里博市及周边地区。北邻大西洋，南邻瓦尼卡区、科默韦讷区。总面积 183 km²，总人口213,840。

## 行政区划
帕拉马里博区分为14个次分区。